# Community Notes

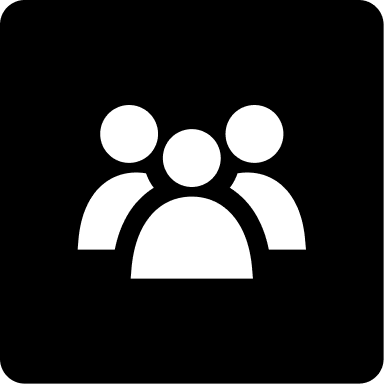
Logo der Community Notes auf X

Community Notes (deutsch Kollektive Anmerkungen) ist ein System, das auf sozialen Medienplattformen wie X (ehemals Twitter) und zukünftig Meta (inklusive Facebook und Instagram) genutzt wird, um Inhalte durch die Community selbst zu überprüfen und zu kommentieren. Es handelt sich dabei um eine Form von dezentralen Faktenchecks, bei denen Nutzer zusätzliche Informationen oder Korrekturen zu Beiträgen hinzufügen können.

## Funktionsweise
Community Notes erlauben es Nutzern, Anmerkungen zu Beiträgen zu machen, die als irreführend, falsch oder in Bedarf von zusätzlichem Kontext empfunden werden. Diese Anmerkungen werden dann von anderen Mitgliedern der Community bewertet. Um eine Note zu erstellen, muss ein Nutzer in das Community Notes Programm aufgenommen werden. Dies erfordert neben einem mindestens sechs Monate alten Account, dass man eine bestimmte Anzahl von Beiträgen gemacht hat und als vertrauenswürdig angesehen wird. Die Anmerkungen werden nur dann sichtbar, wenn sie von einer ausreichenden Anzahl von Nutzern als hilfreich eingestuft werden. Zudem soll darauf geachtet werden, dass Nutzer möglichst unterschiedlicher Ansichten und Überzeugungen sich auf einen Konsens einigen können. Haben sich die Teilnehmer auf eine Note geeinigt, erscheint sie unter dem betreffenden Beitrag (post) mit der Formulierung: „Leser haben Kontext hinzugefügt ...“. Da den Anmerkungen Quellen beigefügt werden müssen und sie von den Nutzern bewertet werden können, ähnelt die Funktionsweise somit der von Wikipedia.

## Geschichte

### Einführung
Auf X wurden Community Notes 2022 unter der Bezeichnung „Birdwatch“ eingeführt und später in „Community Notes“ umbenannt. Damit Notes angezeigt werden, müssen diese als hilfreich bewertet werden. Wer eine verifizierte Telefonnummer, ein Account-Alter von mindestens 6 Monaten und keine kürzlichen Verstöße gegen die X-Regeln hat, kann beim System mitmachen und muss zunächst von anderen Benutzern vorgeschlagene Anmerkungen bewerten. Haben die eigenen Bewertungen oft genug dem späteren Konsens entsprochen, kann man selbst Notes schreiben, die dann wiederum von anderen Teilnehmern bewertet werden. Das System soll dazu beitragen, die Verbreitung von Fehlinformationen zu bekämpfen, indem es Nutzern ermöglicht, den Kontext zu klären oder Fakten zu überprüfen. Auch die Beiträge von Elon Musk werden häufig mit Community Notes versehen.
Meta hat angekündigt, ein ähnliches System zu implementieren, das ebenfalls „Community Notes“ heißen soll. Diese Initiative ist eine Reaktion auf die Kritik an traditionellen, zentralisierten Faktenchecks. Ähnlich wie bei X sollen Nutzer Anmerkungen zu Beiträgen machen können, die dann von der Community bewertet werden sollen. Diese Anmerkungen sollen zusätzlichen Kontext bieten oder auf Irrtümer hinweisen, mit dem Ziel, die Meinungsfreiheit zu stärken und gleichzeitig die Verbreitung von Fehlinformationen durch die Beteiligung der Nutzergemeinschaft zu moderieren. Details zur Implementierung sind allerdings noch nicht bekannt.

### Vorgeschichte
Im Februar 2020 begann Twitter, Labels und Warnmeldungen einzuführen, um potenziell schädlichen und irreführenden Inhalt zu begrenzen. Im August 2020 wurde die Entwicklung von Birdwatch angekündigt, zunächst als Moderationstool beschrieben. Twitter startete das Birdwatch-Programm im Januar 2021, wenige Wochen nach dem Angriff auf das US-Kapitol am 6. Januar 2021, mit einem Pilotprogramm von 1.000 Mitwirkenden, um Fehlinformationen und Propaganda zu widerlegen. Das Ziel war, Birdwatch offen zu entwickeln und von der Twitter-Community gestalten zu lassen. Im November 2021 aktualisierte Twitter das Birdwatch-Moderationstool, um die Sichtbarkeit der Identität der Mitwirkenden durch die Erstellung von Pseudonymen zu beschränken, um Vorurteile gegenüber den Autoren der Notes zu reduzieren.

Ehemaliges Logo von Birdwatch

Im März 2022 erweiterte Twitter den Zugang zu den Notes von Birdwatch-Mitwirkenden und ermöglichte in einem Pilotprogramm einer zufälligen Auswahl von 10.000 US-Nutzern, die Notes an Tweets zu sehen und zu bewerten. Vor der russischen Invasion der Ukraine machten die Mitwirkenden im Durchschnitt 43 mal pro Tag Anmerkungen. Dies erhöhte sich am Tag der Invasion auf 156.
Bis September 2022 hatte das Programm 15.000 Benutzer. Im Oktober 2022 waren die am häufigsten veröffentlichten Notes Fehlinformationen über COVID-19 basierend auf historischer Nutzung. Im Mai 2024 wurde eine Studie des Verhaltensforschers John W. Ayers, die auf der Faktenprüfung von COVID-19-Impfstoffen basierte, veröffentlicht. In einer Stichprobe von 205 Community Notes waren laut Ayers und anderen Forschern die Informationen in 96 % der Notes korrekt, und 87 % der Quellen waren von hoher Qualität. Der Hauptautor erklärte, dass nur ein kleiner Prozentsatz der Fehlinformationen eine Note erhielt, während veröffentlichte Notes zu den viralsten Inhalten zählten.
Im November 2022 wurde Birdwatch auf Anfrage des neuen Eigentümers Elon Musk in Community Notes umbenannt und erweitert, um mit einem offenen Ansatz gegen Fehlinformationen vorzugehen, und es wurde nach Europa und in andere Länder außerhalb der USA ausgedehnt.
Community Notes wurden im Mai 2023 auf irreführende Bilder ausgeweitet und im September 2023 nochmals auf Videos erweitert, jedoch nur für eine Gruppe von Power-Usern, bekannt als „Top Writers“. Twitter beendete anschließend die Möglichkeit, irreführende Beiträge zu melden und verließ sich ausschließlich auf Community Notes.
Im Oktober 2023 kündigte Elon Musk an, dass Beiträge, die durch Community Notes „korrigiert“ wurden, nicht mehr für Werbeeinnahmen geeignet wären, um „die Anreize für Genauigkeit über Sensationslust zu maximieren“ und um die Verbreitung von Fehlinformationen und Desinformationen zu verhindern. Diese Maßnahme wurde von einigen Nutzern kritisiert, von anderen jedoch begrüßt. Bis November 2023 hatte sich das Programm auf über 50 Länder erweitert mit ungefähr 133.000 Mitwirkenden.
Im Januar 2025 kündigte Mark Zuckerberg an, dass Meta die Faktenchecker für Facebook, Instagram und Threads entfernen und durch ein Community-orientiertes System ersetzen wird, ähnlich wie Community Notes. Laut Meta wird die Funktion zunächst für US-Nutzer eingeführt.